# Улица Майса
Улица Майса (латыш. Maisa iela) — очень короткая (38 метров) тупиковая улица в Риге, в историческом районе Старый город. Ведёт от улицы Яуниела в сторону Ратушной площади.

## История
В Старой Риге существовало несколько тупиковых улиц, для различия им дали разные названия Акла (Слепая), Атгриежу (Возвратная), Майса (Мешочная — по аналогии с мешком, имеющим в быту только один открытый конец)
.

## Достопримечательности
- На углу с улицей Яуниела (Яуниела, д. 25/27) находится известный «дом на Цветочной улице» (1903, архитектор Вильгельм Бокслаф), задействованный в ряде сцен фильма «Семнадцать мгновений весны».